# Adela Montes
Adela Montes (Buenos Aires, 6 de septiembre de 1928-Buenos Aires, 4 de abril de 2024) fue una periodista de espectáculos argentina, cuya carrera se extendió desde 1949 hasta sus últimos días de vida. Se la considera una de las precursoras de este tipo de periodismo en Argentina, puesto que hasta entonces era considerado contenido periodístico de escasa relevancia.
Por otra parte, es reconocida por haber sido la inspiradora de la palabra «cholula», popularizada desde entonces en el español rioplatense.

## Biografía
Hija de inmigrantes españoles, tuvo orígenes humildes, que ni siquiera le permitieron terminar la escuela primaria, ya que desde niña debió procurarse empleos, logrando el primero de ellos a los doce años en una fábrica. Más tarde pudo recibirse como enfermera. Para ese entonces, ya había desarrollado interés en el cine y el teatro, lo que la llevó a buscar en la salida ellos a estrellas para pedirles autógrafos. Formó un grupo de seguidores de actores, al que llamó Club de Cazadores de Autógrafos, que recorrían Buenos Aires en busca de ellos para conseguir firmas o fotografías, lo que atrajo la atención de distintos medios gráficos, como la revista Radiolandia. Un artículo de esta revista logró que pudiese obtener sus primeros empleos como columnista de espectáculos, logrando finalmente conducir programas de espectáculos en Radio Libertad y Radio Mitre. Llegó a incursionar con su propio programa de espectáculos en el ya inexistente Canal TV, aunque fue su única experiencia televisiva entre 1958 y 1973.
Posteriormente fue la encargada de la sección de espectáculos de la revista Gente de la Editorial Atlántida, decidiendo con el tiempo en impulsar más a la revista como una publicación de espectáculos antes que dedicada a la política.
Su influencia en el ámbito del espectáculo, como también su búsqueda constante de figuras para solicitarles una nota o un autógrafo, inspiró a un caricaturista, Toño Gallo, a crear una historieta basada en su persona: «Cholula, loca por los astros». Desde entonces, la palabra «cholulo» comenzó a ser utilizada popularmente en Argentina para describir a alguien que busca constantemente encontrarse con famosos.
Su reconocimiento fue tal que fue miembro fundador de la Asociación de Periodistas de la Televisión y la Radiofonía Argentinas, entre otras organizaciones dedicadas al periodismo.
A pesar de su edad y sus múltiples problemas de salud, siguió contribuyendo con sus columnas en revistas del corazón como Pronto, entre otras, hasta sus últimos días. Falleció en Buenos Aires a los 95 años tras una internación.